# Xã Highland, Quận Charles Mix, South Dakota
Xã Highland (tiếng Anh: Highland Township) là một xã thuộc quận Charles Mix, tiểu bang Nam Dakota, Hoa Kỳ. Năm 2010, dân số của xã này là 456 người.